# Polycentropus corniger
Polycentropus corniger là một loài Trichoptera trong họ Polycentropodidae. Chúng phân bố ở miền Cổ bắc.